# Leucon spinulosus
Leucon spinulosus är en kräftdjursart som beskrevs av Hansen 1920. Leucon spinulosus ingår i släktet Leucon och familjen Leuconidae. Inga underarter finns listade i Catalogue of Life.